# Bezmózgowie
Bezmózgowie (łac. anencephalia) – letalna (śmiertelna) wada wrodzona o charakterze malformacji, polegająca na braku lub na szczątkowym rozwoju mózgowia, zwykle przebiegającym łącznie z bezczaszkowiem (acrania) czyli niewykształceniem struktur mózgoczaszki. Należy do tzw. dysrafii.

## Etiologia
Dokładne czynniki nie są znane, rozważa się działanie czynników genetycznych i/lub środowiskowych (substancje chemiczne, promieniowanie jonizujące). W badaniach doświadczalnych naświetlanie ciężarnych samic myszy prowadzi do poważnych zaburzeń budowy rynienki nerwowej u zarodków. Krytyczny czas powstawania wady to 2-3 tydzień życia płodowego (u człowieka).
- Bezmózgowie całkowite (łac. anencephalia totalis) – jest wynikiem braku indukcji lub zniszczeniem odcinka płytki nerwowej, prowadzące do niewykształcenia się wszystkich trzech pierwotnych pęcherzyków mózgowych. Brak tyłomózgowia wyjaśnia niezdolność płodu do samodzielnego przeżycia. Nie wykształca się kostna pokrywa czaszki oraz nie wykształcają się zawiązki pęcherzyków wzrokowych – bezocze. Wada powstaje przed 3 tygodniem życia płodowego. Mogą tej wadzie towarzyszyć inne, np.: brak rdzenia, przepukliny oponowo – rdzeniowe; poza układem nerwowym: agenezja nadnerczy, przysadki, tarczycy, nerek, wady kończyn.
- Bezmózgowie częściowe (łac. anencephalia partialis) – gdy wada powstaje między 3-4 tyg. Obecne mogą być zawiązki pęcherzyków wzrokowych, które umiejscowione są już częściowo na bocznej powierzchni głowy. Wytworzony jest zazwyczaj trzeci pęcherzyk, dający zalążek tyłomózgowia.

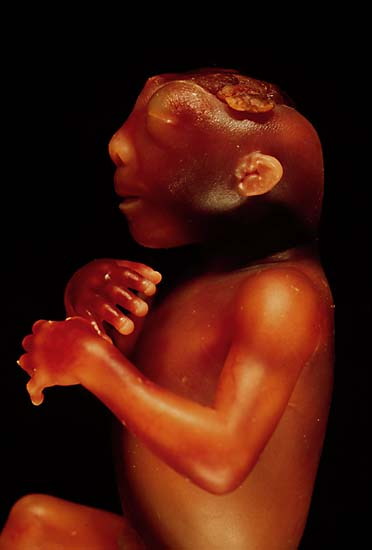
Bezmózgowy płód

## Objawy
- W bezmózgowiu całkowitym dzieci rodzą się martwe. Obserwuje się zazwyczaj całkowity brak pokrywy kostnej – obecny jest miękki, żywoczerwony worek łącznotkankowy.
- W bezmózgowiu częściowym czas przeżycia dziecka to kilka godzin, rzadziej dni. Są zdolne do krótkiego przeżycia z uwagi na zachowane niektóre struktury tylnego mózgowia (ośrodki krążenia i oddychania). Napięcie mięśni jest podwyższone, odruchy głębokie wygórowane, odruchy chwytne są silnie wyrażone, dominuje również żywa motoryka spontaniczna i odruchowa.

## Różnicowanie
Bezmózgowie wymaga różnicowania z wynicowaniem mózgu (łac. exencephalia). W wadzie tej mózgowie mieści się w worku oponowym  lub skórnym poza czaszką. Część wewnątrzczaszkowa wykazuje liczne wady rozwojowe, spotyka się jednak wykształcone półkule, elementy kory mózgowej. Wada może powstać do ok. 7 miesiąca życia płodowego.

## Ocena ryzyka
Ryzyko identycznej wady wynosi ogólnie 2-4% podczas następnych ciąż, zakładając iż rodzice mieli już przypadek anencefalii wcześniej lub przypadek innej wrodzonej wady układu nerwowego. W rodzinach obciążonych kilkorgiem potomstwa z podobnymi wadami ryzyko może być większe i musi być rozważone indywidualnie.